# Antoine Vitez
Antoine Vitez (Parigi, 20 dicembre 1930 – Parigi, 30 aprile 1990) è stato un regista e attore teatrale e cinematografico, nonché insegnante di teatro e traduttore francese.

## Biografia
Diplomato nel 1950 al Conservatoire national supérieur d'art dramatique di Parigi, dove insegnerà a partire dal 1968, inizia la propria carriera di regista teatrale con l'Elettra di Sofocle nel 1966 a Caen.  Nel 1981 diviene direttore artistico del Théâtre de Chaillot, e dal 1988 alla morte, giunta improvvisamente nel 1990, è amministratore generale della Comédie-Française.
Mette in scena il repertorio tradizionale e classico (Sofocle, Shakespeare, Molière, Marivaux), ma anche autori moderni, come Paul Claudel o Vladimir Majakovski, e contemporanei (Pierre Guyotat, Jean Métellus, Jean Audureau).

## Filmografia
- La mia notte con Maud, regia di Éric Rohmer (1969)

## Doppiatori italiani
- Nando Gazzolo in La mia notte con Maud